# Trigonistis demonias
Trigonistis demonias là một loài bướm đêm trong họ Erebidae.